# Шацький Олександр Петрович
Олександр Петрович Шацький або Шадський (1911, Бєжиця, Брянська область, РРФСР — липень 1941) — радянський футболіст, нападник.

## Життєпис
Вихованець брянського футболу. Футбольну кар'єру розпочав 1936 року за одними даними в «Дзержинці» (Орджонікідзеград), за іншими — ДЧА (Смоленськ). У 1937 році перейшов до «Локомотива». У вищому дивізіоні радянському чемпіонаті дебютував 11 травня 1938 року в переможному (2:1) поєдинку 1-о туру проти ленінградського «Зеніту». Олександр вийшов на поле в стартовому складі та відіграв увесь матч. У команді виступав протягом чотирьох сезонів, за цей час у чемпіонатах СРСР провів 71 матч, в яких відзначився 23-а голами.
1941 року одесити повернулися до групи «А» і запросили до свого складу «залізничників» Арона Сокальського і Олександра Шацького. Грав на позиції лівого крайнього нападника.  Дебютував у футболці одеського клубу 2 травня 1941 року в програному домашньому поєдинку 4-о туру проти московського «Динамо» (0:4). Єдиним голом у вищому дивізіоні чемпіонату СРСР відзначився 28 травня 1941 року на 30-й хвилині нічийного виїзного поєдинку 6-о туру проти сталінградського «Трактора» (1:1). У складі «Спартака» зіграв 6 матчів, в яких відзначився 1 голом.
Учасник Німецько-радянської війни, захищав Одесу. Зник безвісти у липні 1941 року.

## Стиль гри
|  | Грав на місці лівого крайнього нападника. Володів високою швидкістю, але фізична підготовка не дозволяла діяти активно весь час матчу |